# Ulica Józefa Hallera w Katowicach
Ulica generała Józefa Hallera w Katowicach – ulica we wschodniej części Katowic, na przebiegająca przez obszar dwóch dzielnic: Dąbrówka Mała i Szopienice-Burowiec, łącząca ulicę Obrońców Westerplatte przy granicy Roździenia z Burowcem na południu z Dąbrówką Małą na północy. Trasa ta stanowi główną arterię komunikacyjną Burowca, przy której znajduje się historyczne i zabytkowe budynki, a także szereg firm i instytucji publicznych.

## Przebieg
Ulica rozpoczyna swój bieg od skrzyżowania z ulicą Obrońców Westerplatte obok skweru Hilarego Krzysztofiaka (jeszcze w latach 70. XX wieku znajdowały się tu familoki dla pracowników Huty Metali Nieżelaznych Szopienice). Następnie ulica krzyżuje się z ul. Siewną i dalej z ul. Wandy, prowadzi przez dawny przejazd kolejowo-drogowy obok Miejskiego Domu Kultury Szopienice-Giszowiec w Katowicach. Znajduje się tu osiedle bloków dawnej Huty Metali Nieżelaznych Szopienice. Za skrzyżowaniem z ulicą Konną ul. gen. J. Hallera biegnie obok osiedla Przedwiośnie (ul. Kuśnierska, ul. Pogodna). Kończy swój bieg przy skrzyżowaniu z ul. Strzelców Bytomskich, aleją Niepodległości (obok kościoła św. Antoniego z Padwy i placu Żołnierzy Września), za węzłem z al. Walentego Roździeńskiego (S86).

## Historia

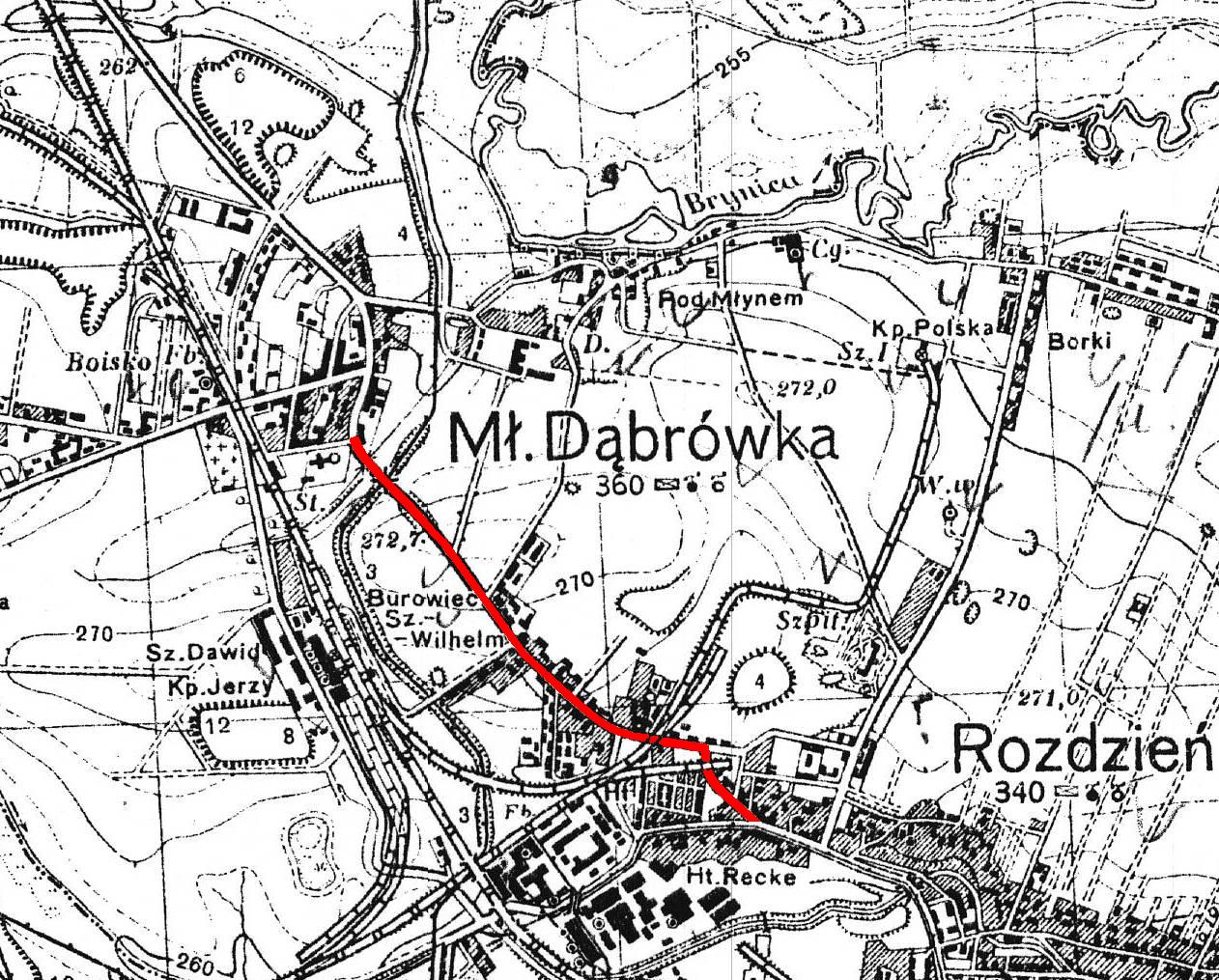
Ulica na mapie z 1933 roku

Droga z Roździenia do Dąbrówki Małej istniała już w XVIII wieku. Została zaznaczona w Atlas Silesiae, wydrukowanej w Norymberdze w 1746 roku. W okresie Cesarstwa Niemieckiego ulica nosiła nazwę Viktoria-Luise-Straße. W latach 1922–1939 i 1945–1950 patronem ulicy był gen. Józef Haller, a w latach 1939–1945 nosiła nazwę Adolf-Hitler-Strasse. W latach 1950–1962 nosiła nazwę ul. Juliana Marchlewskiego, 1962–1972 ul. Małej Dąbrówki, 1972–1991 ul. Zjednoczenia Partii. W rejonie obecnego Skweru Hilarego Krzysztofiaka znajdowała się patronacka kolonia robotnicza Paweł.
Do lat 80. XX wieku część ulicy była wybrukowana (rejon Burowca). Przy dzisiejszej ulicy Kuśnierskiej istniała kolonia robotnicza Jerzy (niem. Georg), założona w drugiej połowie XIX wieku. Przy ul. gen. Józefa Hallera znajdują się dwa osiedla mieszkaniowe: dla pracowników dawnej Huty Szopienice na Burowcu oraz osiedle Przedwiośnie, wybudowane w latach 60. XX wieku. W 1978 roku rozpoczęto prace przy budowie węzła komunikacyjnego z drogą szybkiego ruchu nr 1 (obecnie aleja Walentego Roździeńskiego; DK86). Do końca XX wieku pod numerem 71 istniała scena Capitol Śląskiego Teatru Lalki i Aktora Ateneum, posiadająca 210 miejsc (od 2010 roku siedziba restauracji Karczma Pod Młynem).  
Około 1990 roku wyburzono kamienicę przy ul. gen. J. Hallera 2. W 2009 roku wyremontowano skrzyżowanie z aleją Walentego Roździeńskiego i zamontowano sygnalizację świetlną, natomiast w latach 2017–2020 w rejonie ulic gen. J. Hallera i Konnej wybudowano miejski basen. Został otwarty 17 czerwca 2020 roku.

## Historyczne obiekty

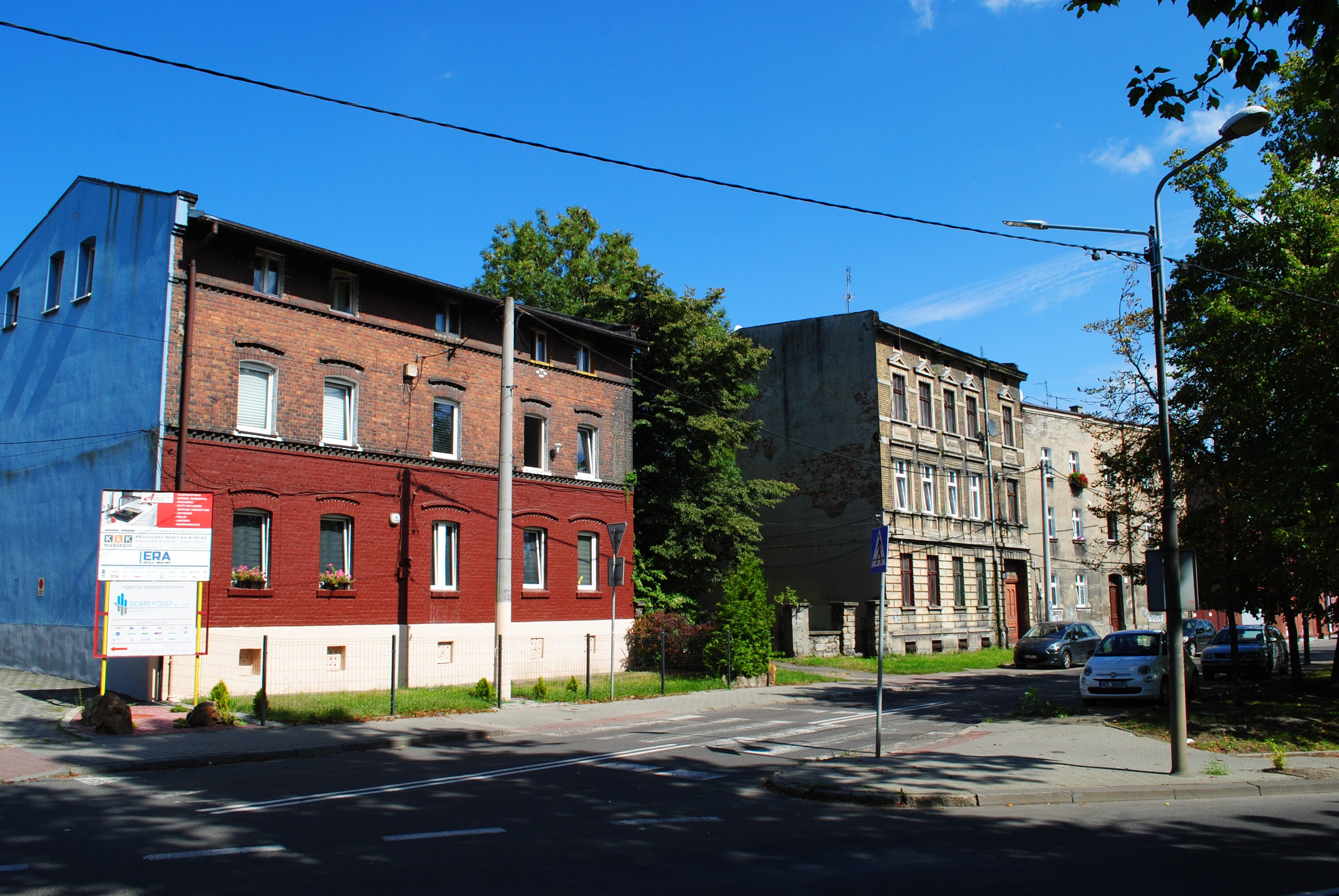
Kamienice mieszkalne (ul. J. Hallera 10, 12 i 16)

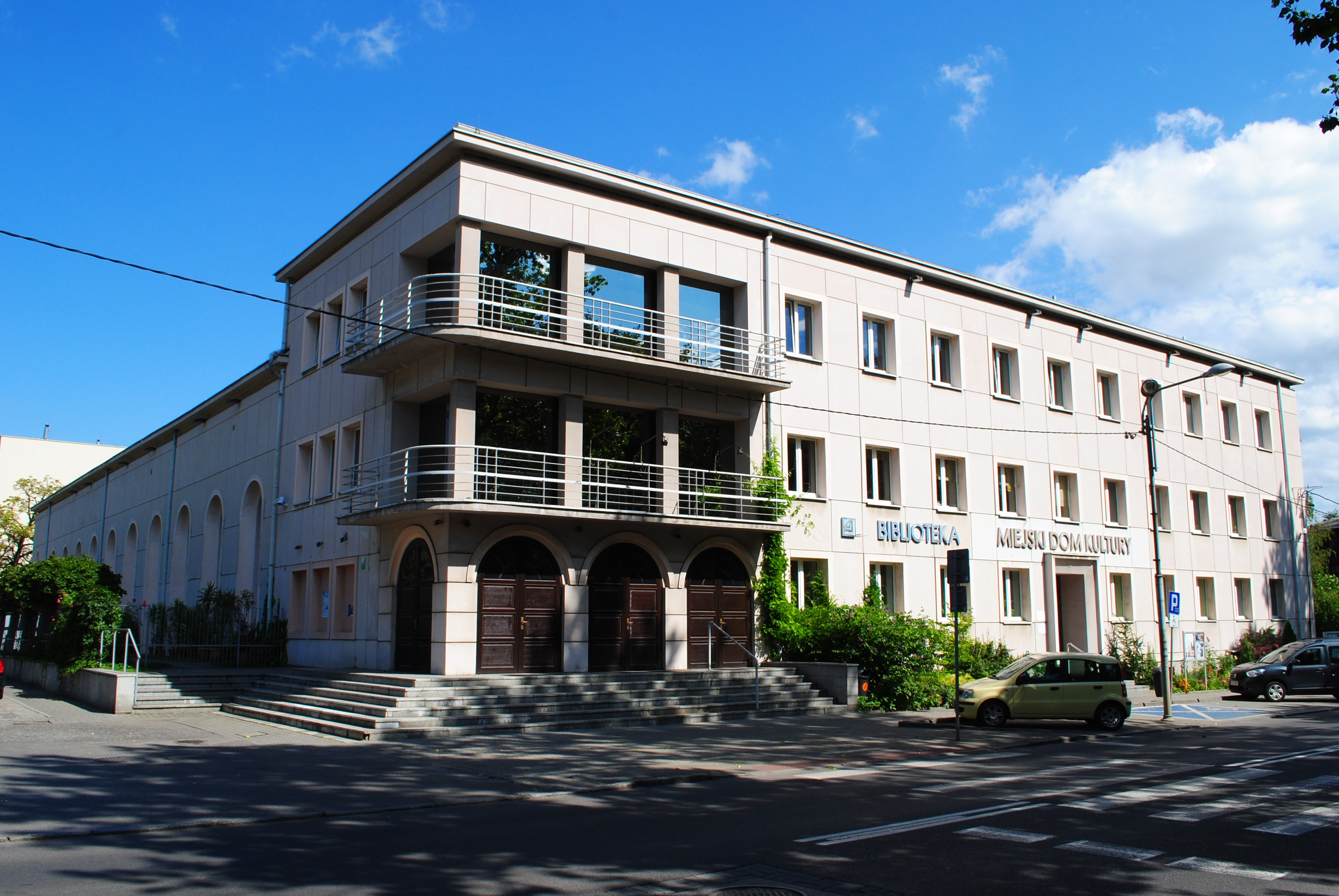
Gmach Miejskiego Dom Kultury Szopienice-Giszowiec w Katowicach (ul. J. Hallera 28)

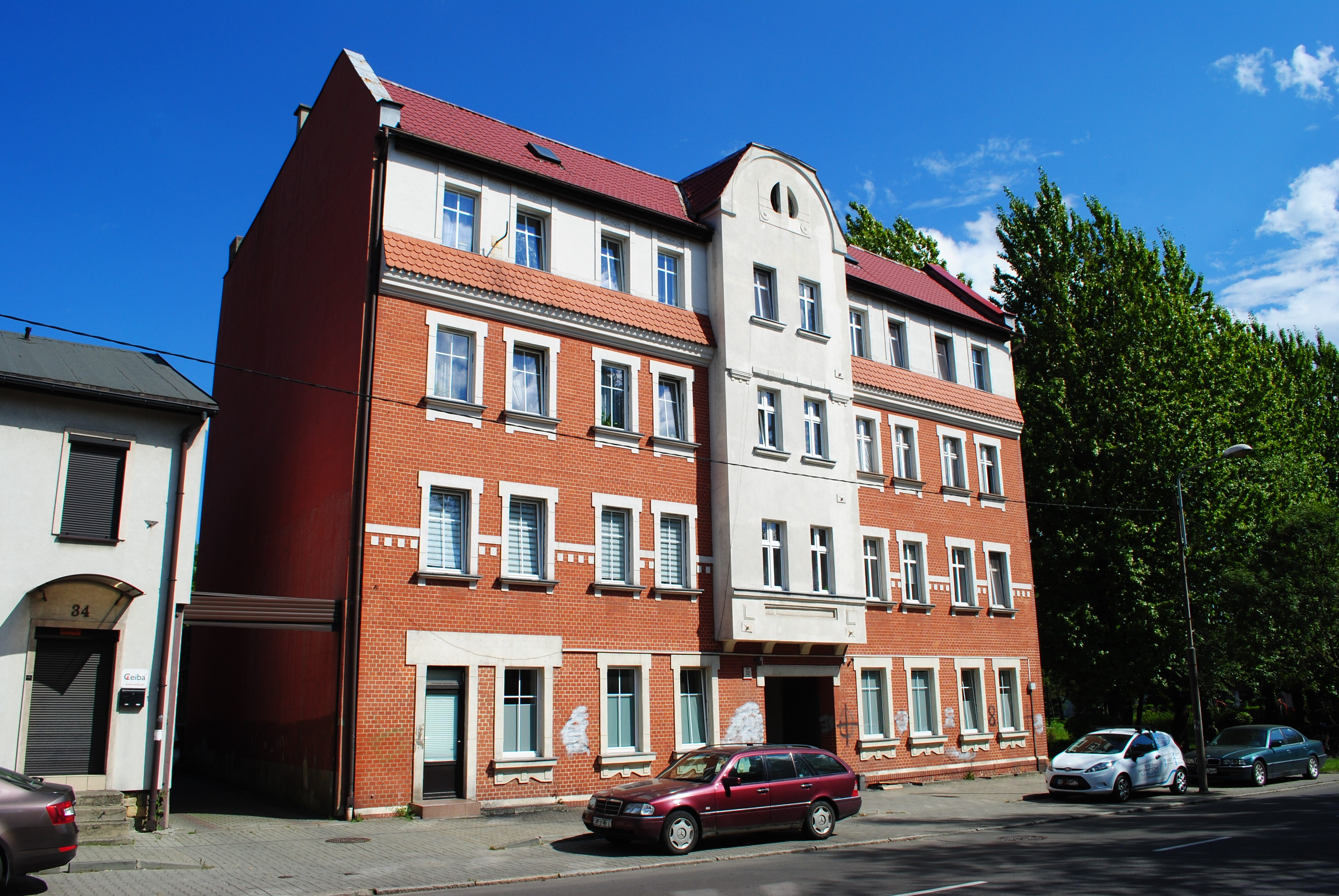
Kamienica mieszkalna (ul. J. Hallera 32)

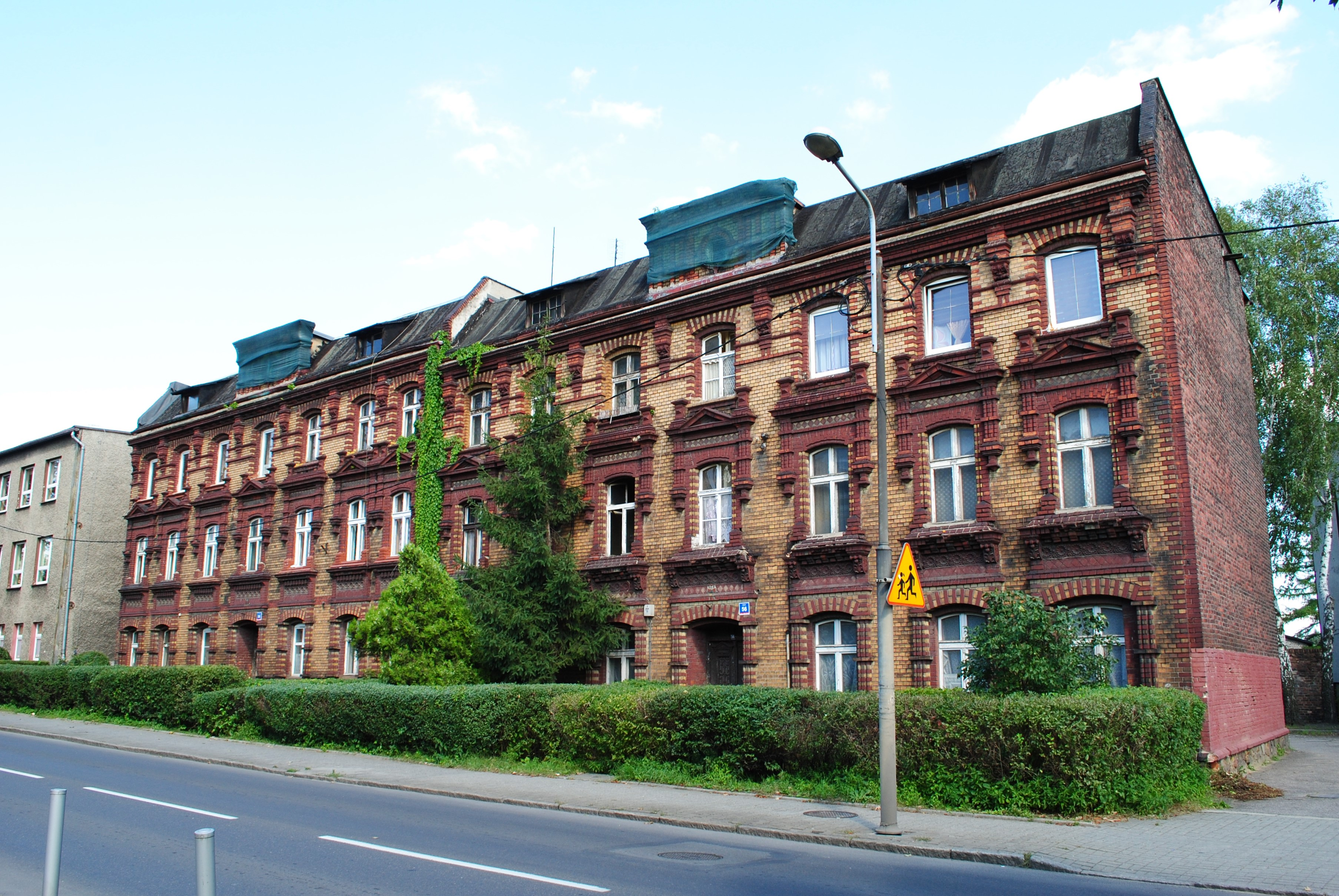
Kamienice mieszkalne (ul. J. Hallera 56 i 58)

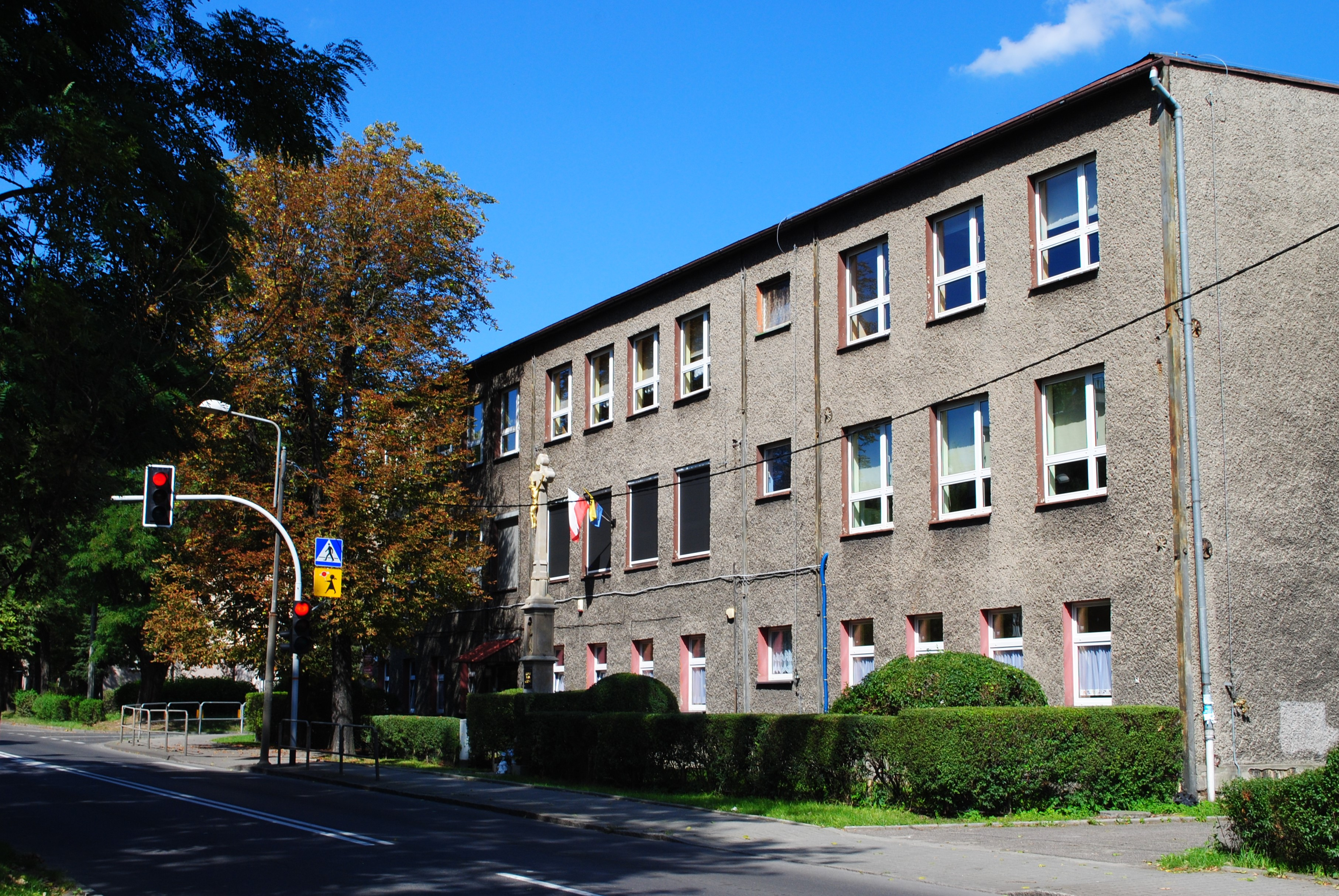
Budynek Zespołu Szkół (ul. J. Hallera 60)

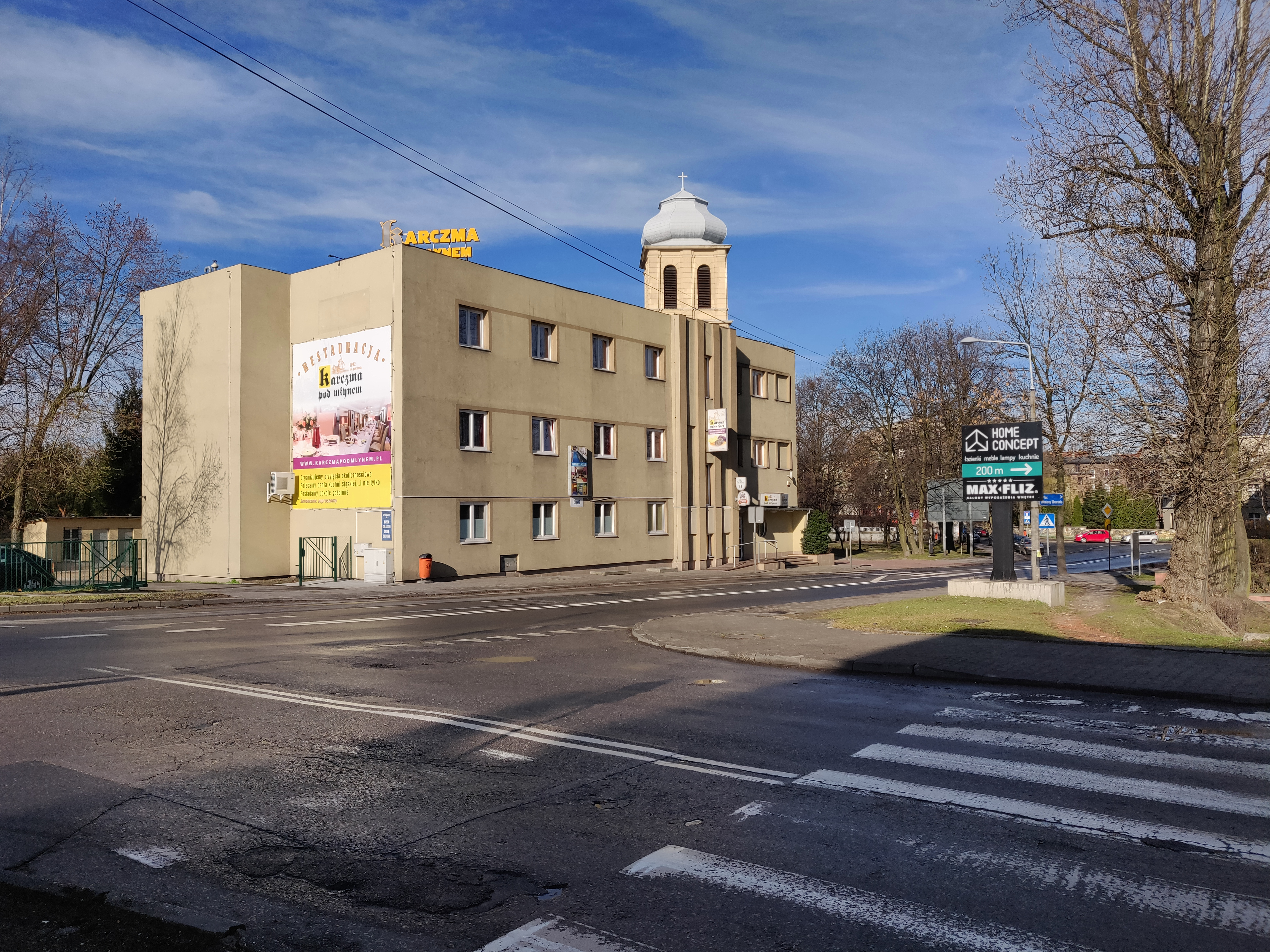
Budynek dawnej sceny Capitol (ul. J. Hallera 71)

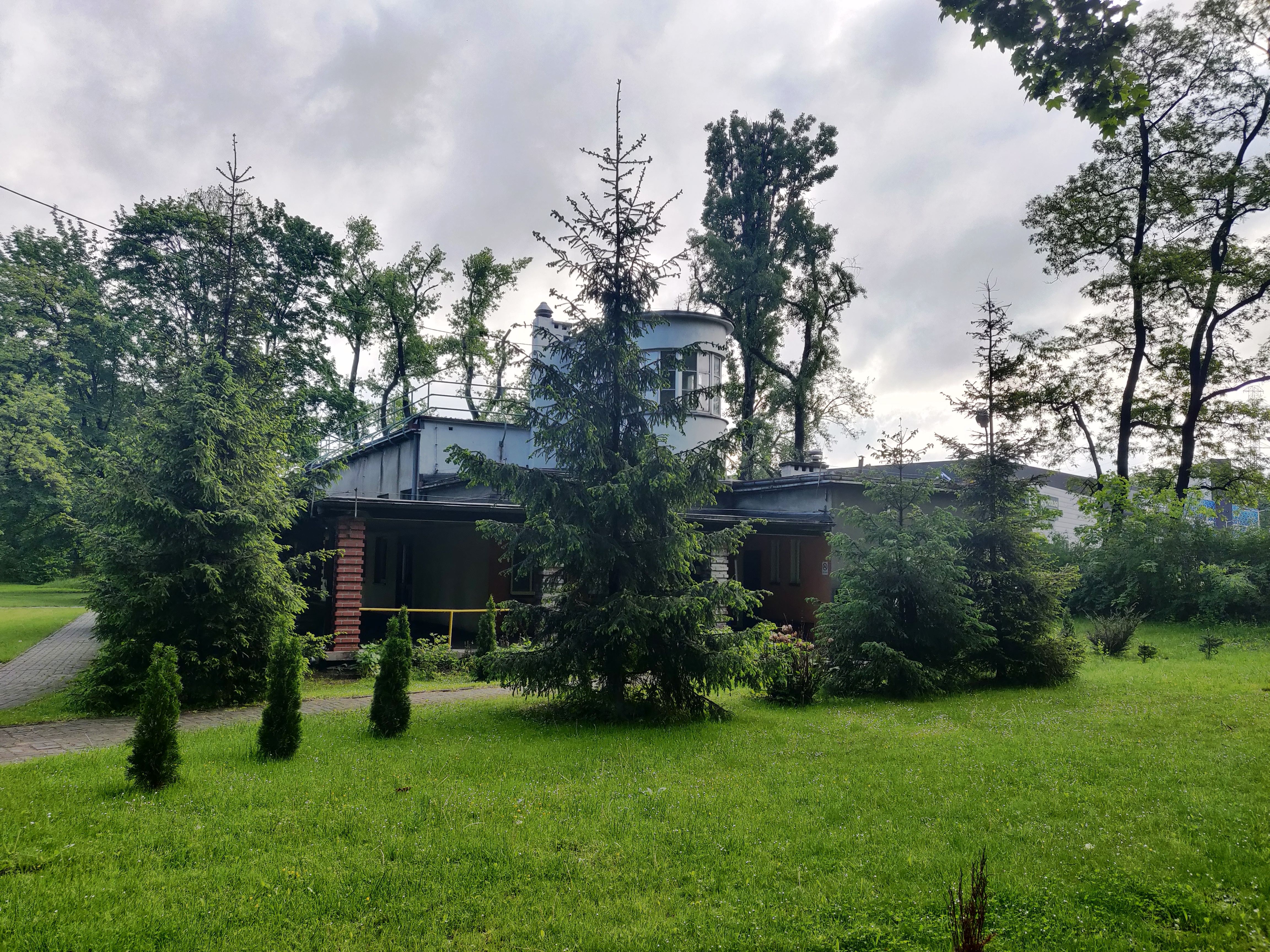
Gamach Miejskiego Przedszkola nr 38 przy ul. J. Hallera 72

Przy ul. generała Józefa Hallera znajdują się następujące historyczne obiekty:
- obiekt mieszkalny z apteką (ul. J. Hallera 1)[20];
- narożna kamienica mieszkalna (ul. J. Hallera 4)[21];
- zabytkowa kamienica (ul. J. Hallera 6), obecnie piekarnia[22] (dawniej bar „Rzepicha”[23]); wybudowana na początku XX wieku, w stylu historyzmu, jako obiekt publiczny[19];
- kamienica mieszkalna z oficyną (ul. J. Hallera 8), wzniesiona na początku XX wieku w stylu historyzmu[19];
- kamienice mieszkalne (ul. J. Hallera 12, 13a), wybudowane na przełomie XIX i XX wieku w stylu historyzmu[19];
- dom mieszkalny z końca XIX wieku (ul. J. Hallera 13), posiada cechy stylu historyzmu[19];
- kamienica mieszkalna (ul. J. Hallera 17), wzniesiona pod koniec XIX wieku w stylu historyzmu[19];
- dom mieszkalny (ul. J. Hallera 18), wzniesiony na przełomie XIX i XX wieku w stylu historyzmu ceglanego[19];
- budynek dawnej „organistówki”[24] (obiekt zburzono 13–16 grudnia 2019 roku)[25];
- budynek główny Domu Kultury Huty Metali Nieżelaznych (ul. J. Hallera 28)[2], wzniesiony w 1900 roku w stylu historyzmu, następnie przebudowywany w 1930 roku (w stylu funkcjonalizmu) i w 1950 roku (w stylu socrealizmu); obecnie Miejski Dom Kultury Szopienice-Giszowiec[26]; swoją siedzibę mają tu Galeria Antrakt MDK Szopienice[27], Miejska Biblioteka Publiczna – Filia nr 36[28] oraz HETMAN Katowice (klub szachowy)[29];
- kamienica mieszkalna (ul. J. Hallera 32), wybudowana na początku XX wieku w stylu historyzmu z elementami modernizmu[19];
- budynek frontowy – dom z oficyną (ul. J. Hallera 34), wzniesiony na przełomie XIX i XX wieku w stylu historyzmu[19];
- dom mieszkalny (ul. J. Hallera 38), wybudowany na przełomie XIX i XX wieku w stylu historyzmu[19]; zmodernizowany w latach 2018–2019[30];
- kamienica mieszkalna (ul. J. Hallera 40), wybudowana w stylu historyzmu ceglanego na początku XX wieku[19];
- kamienica – dawna piekarnia (ul. J. Hallera 42), wybudowana w latach dwudziestych XX wieku w stylu modernizmu[19]; nie jest objęta ochroną ze względu na utratę cech zabytkowych wskutek przeróbek[31];
- kamienica mieszkalna (ul. J. Hallera 44), wzniesiona na początku XX wieku w stylu modernizmu z elementami secesji[19];
- kamienica mieszkalna (ul. J. Hallera 54), wybudowana na początku XX wieku w stylu historyzmu[19];
- kamienice mieszkalne z końca XIX wieku (ul. J. Hallera 56, 58, 58a); kamienice o identycznym, bogatym wystroju ceglanym w stylu historyzmu[19];
- budynek szkoły (ul. J. Hallera 60), wzniesiony na początku XX wieku w stylu historyzmu, przebudowany w 1935 roku[19];
- krzyż na cokole z figurą Ukrzyżowanego (ul. J. Hallera 60), pochodzący z trzeciej ćwierci XIX wieku, wzniesiony w stylu neogotyku na murowanym postumencie z niszą, w której stoi figurka Matki Boskiej; na pozostałych postumentach istnieje ornament neogotycki i tablica inskrypcyjna z lat 1871–1971[19];
- dawna willa Augustyna Rzepki[32] (ul. J. Hallera 70, róg z al. W. Roździeńskiego), wybudowana w latach trzydziestych XX wieku w stylu funkcjonalizmu; w drugiej połowie XX wieku siedziba Wojewódzkiej Przychodni Odwykowej; obecnie siedziba Fundacji Komandor[33]; obiekt jest ujęty w gminnej ewidencji zabytków;
- budynek dawnej sceny Capitol Śląskiego Teatru Lalki i Aktora Ateneum (ul. J. Hallera 71), wzniesiony w latach trzydziestych XX wieku w stylu funkcjonalizmu, przebudowany w 1945 roku[19]; obecnie siedziba restauracji Karczma Pod Młynem[15];
- budynek przedszkola (ul. J. Hallera 72), wzniesiony w latach trzydziestych XX wieku w stylu funkcjonalizmu[19]; obecnie dojście do przedszkola przez dawny podworski park (pl. Żołnierzy Września)[3]' obiekt został wpisany do rejestru zabytków 28 lipca 2023 (nr rej. A/1234/23)[34].

## Infrastruktura
Ulica gen. J. Hallera jest drogą publiczną klasy ulicy głównej. Skwer Hilarego Krzysztofiaka zlokalizowany przy ul. gen. J. Hallera w założeniu władz miasta ma być terenem zieleni, pełniącym integrującą funkcję w założeniu urbanistycznym Burowca. Ulicą kursują autobusy Zarządu Transportu Metropolitalnego linii: 70, 72, 74, 108, 109 i 906N, które zatrzymują się na dwóch przystankach znajdujących się na tej ulicy: Burowiec i Burowiec Szkoła.

## Instytucje
Przy ulicy gen. J. Hallera swoją siedzibę mają: Miejskie Przedszkole nr 38 i 60, przedsiębiorstwa wielobranżowe oraz Zespół Szkół Handlowych im. Bolesława Prusa (Technikum nr 5 i Branżowa Szkoła I Stopnia nr 3).